# Suad Katana
Suad Katana (Delijaš, 6 april 1969 – Sarajevo, 9 januari 2005) was een Bosnisch voetballer. Hij speelde als verdediger in de rol van libero.
Katana vormde samen met Gordan Vidovic en Mario Stanic De drie musketiers van Sarajevo. Samen vertrokken ze in 1992 vanwege de Bosnische Burgeroorlog uit Belgrado naar West-Europa.

## Clubcarrière
Suad Katana, geboren in Sarajevo, begon op jonge leeftijd te voetballen bij Zeljeznicar Sarajevo. De verdediger bleef heel zijn jeugd bij dezelfde club en maakte in 1987 zijn debuut in het A-elftal van de club uit Sarajevo. De libero werd al gauw een vaste waarde en speelde uiteindelijk vijf seizoenen voor de club. In 1992 trok de Bosniër naar België. Daar speelde hij tot 1994 voor KRC Genk. 
In 1994 verhuisde Katana naar KAA Gent. In de Oost-Vlaamse hoofdstad verbleef Katana eveneens twee seizoenen. In 1996 kocht RSC Anderlecht de Bosniër over van KAA Gent en ook in Brussel werd hij een vaste waarde in het A-elftal onder leiding van trainer Johan Boskamp. Toch bleef de verdediger maar twee seizoenen bij RSC Anderlecht; in 1998 ging hij naar het Turkse Adanaspor. Daar bleef Katana maar één seizoen. 
Eind 1999 trok de Bosniër terug naar België. Katana speelde voortaan voor Sporting Lokeren, dat hem haalde als vervanger van Hein Vanhaezebrouck (die er januari 2000 een punt achter zette alhoewel die toen geen fysiek ongemak had). Katana werd meteen een vaste waarde bij de Oost-Vlaamse club en vormde in zijn eerste volledige seizoen een solide defensie met Patrice Zéré, die voordien jarenlang aan de zijde van Vanhaezebrouck had gespeeld bij achtereenvolgens Harelbeke en Sporting Lokeren. Sporting Lokeren eindigde in dat seizoen op een onverwachte vierde plaats, vóór Katana's ex-club Gent, en dwong Europees voetbal af. 

## Interlandcarrière
Katana kwam in totaal tien keer (geen doelpunten) uit voor de nationale ploeg van Bosnië en Herzegovina in de periode 1996–1998. Hij maakte zijn debuut op 24 april 1996 in de vriendschappelijke thuiswedstrijd tegen Albanië (0-0), net als Fahrudin Omerović (İstanbulspor), Mirza Varešanović (Girondins de Bordeaux), Mirsad Hibić (Hajduk Split), Admir Šušić (Čelik Zenica), Pavo Dadić (Čelik Zenica), Meho Kodro (FC Barcelona), Halim Stupac (NK Jedinstvo), Elvir Baljić (Bursaspor), Ekrem Bradarić (HNK Rijeka), Ivica Jozić (VfL Wolfsburg) en Nermin Šabić (NK Osijek).

## Overlijden
Suad Katana overleed op 9 januari 2005 plots aan de gevolgen van een hartstilstand. Hij werd 35 jaar.

## Erelijst

### Club

#### Anderlecht[1]
- Beker van België: 1996-97 (finalist)

### Individueel
- Man van het Seizoen: 1995-96[2]